# Kruchowo
Kruchowo – wieś w Polsce położona w województwie wielkopolskim, w powiecie gnieźnieńskim, w gminie Trzemeszno.
Kruchowo to duża wieś położona niespełna 5 km na północ od Trzemeszna w paśmie wzgórz morenowych nad Jeziorem Kruchowskim. Jezioro ma powierzchnię 35 ha i głębokość 2,9 m, na jego środku znajduje się wysepka.

## Historia

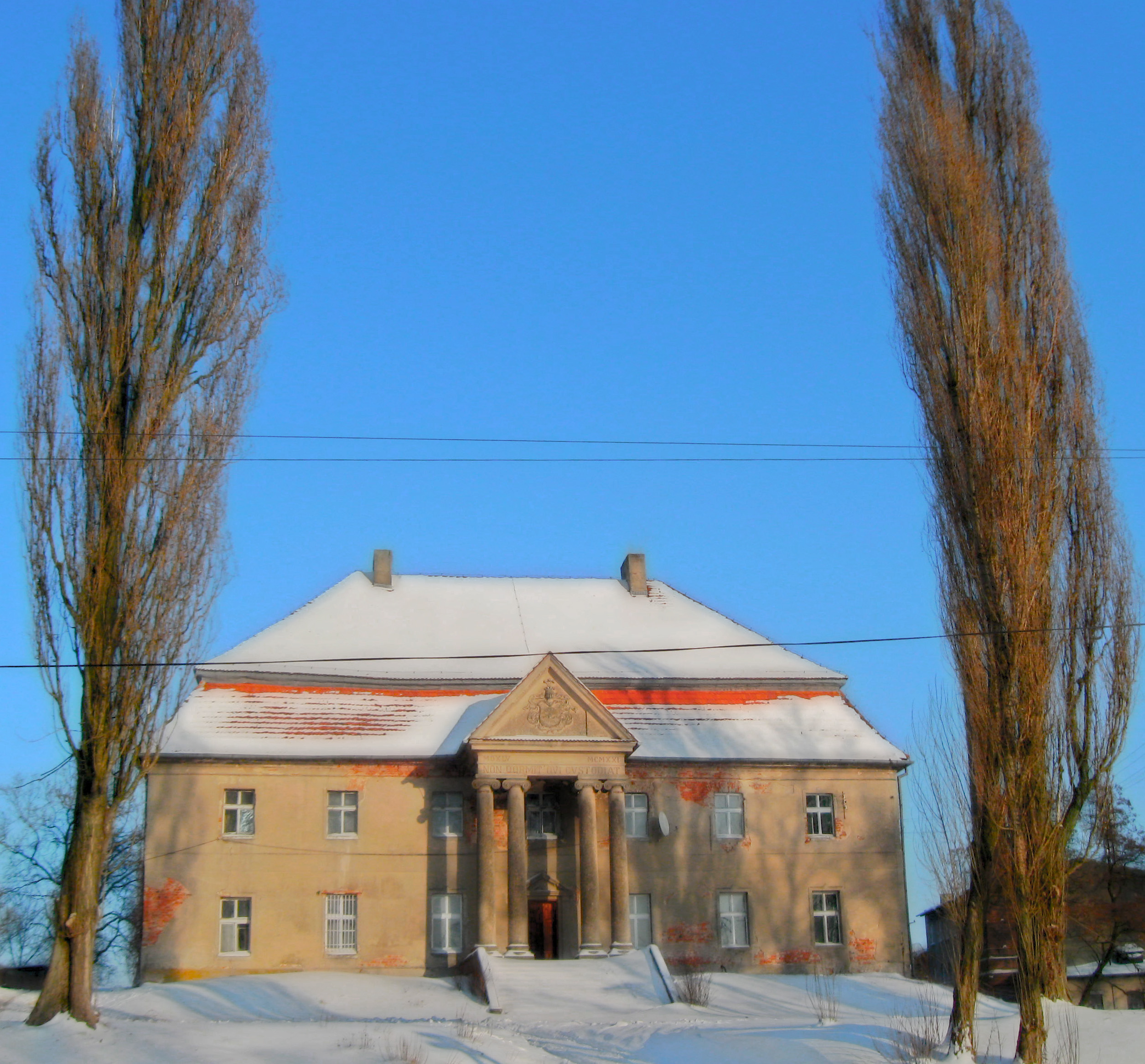
Dworek w Kruchowie zimą

Pierwsza wzmianka o Kruchowie, jako własności szlacheckiej pochodzi z 1389. Również od tego czasu znana jest parafia.
W XV wieku stanowiło ono własność rodu Sulimów, którzy w XV wieku przybrali nazwisko Kruchowskich. Od tej pory bardzo często zmieniali się właściciele dóbr Sulimów-Kruchowskich. Od II połowy XVI wieku do około połowy XVII właścicielami byli Mielińscy herbu Czele, potem Mielżyńscy. W XVIII wieku była to własność Rosenów, od około 1786 Lipieńskich, następnie Malczewskich, Mikorskich, Jaskólskich.
W 1851 ówczesny właściciel dóbr kruchowskich Adolf Ignacy Skarbek-Malczewski znalazł w pobliżu góry Wendowej nad Jeziorem Kruchowskim romańską akwamanilę z brązu (rodzaj naczynia ceramicznego), w której znajdowało się 50 monet. Nieopodal znaleziska odkryto groby niszowe.
Od 1900 roku dziedzicem był Nikodem Dokowicz, którego inicjały N. D. oraz data 1909 znajdują się na dużej stodole przy wjeździe od strony Trzemeszna. Po Dokowiczach Kruchowo należało do Łuniewskich i Jankowskich.
W okresie II wojny światowej znalazło się w rękach niemieckich. Po wojnie majątek rozparcelowano, z części ziem utworzono Państwowe Gospodarstwa Rolne, a część rozdano miejscowej ludności.
W latach 1954–1961 wieś należała i była siedzibą władz gromady Kruchowo, po jej zniesieniu w gromadzie Trzemeszno. W latach 1975–1998 miejscowość administracyjnie należała do województwa bydgoskiego.

## Zabytki

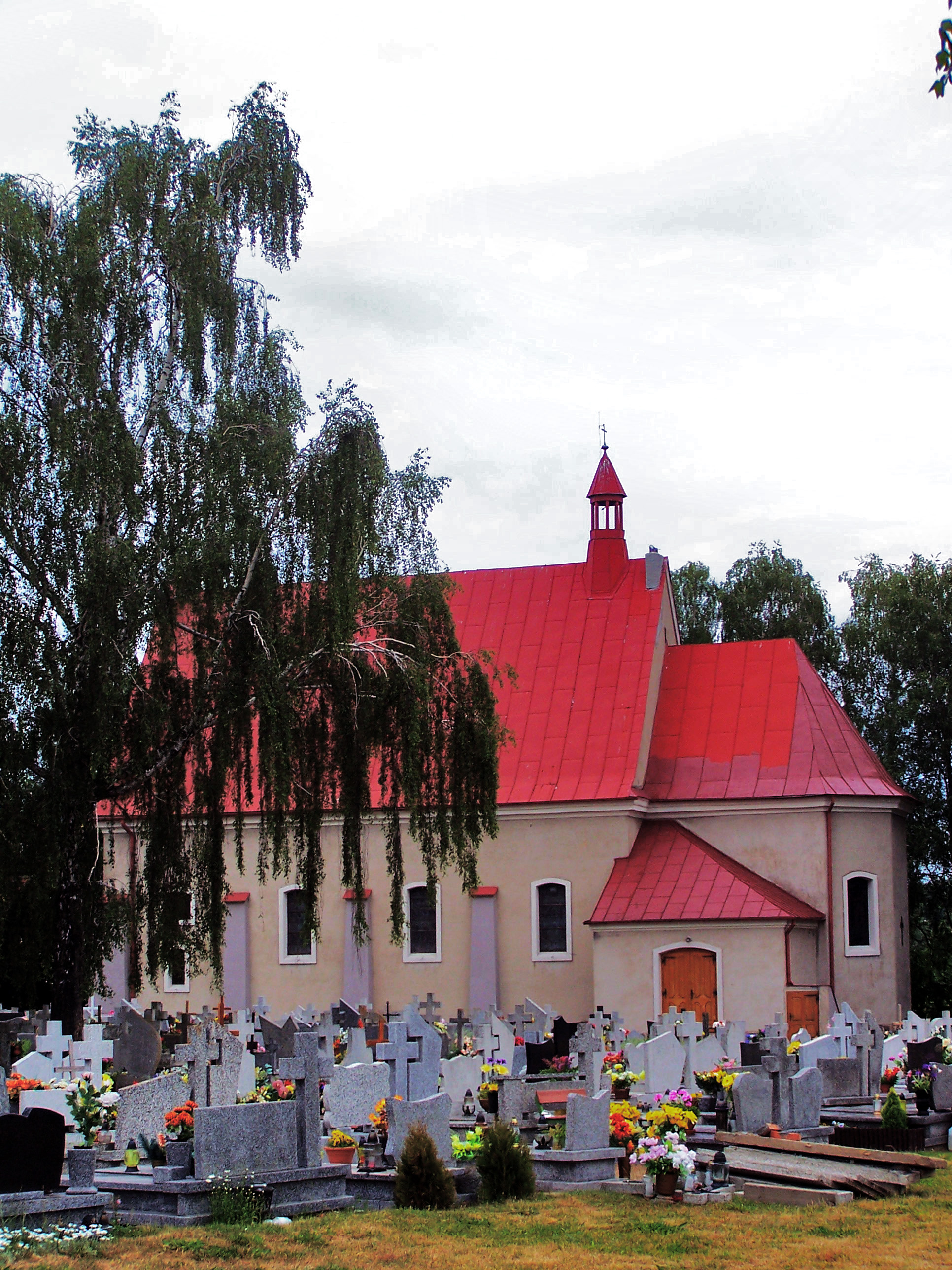
Kościół w Kruchowie

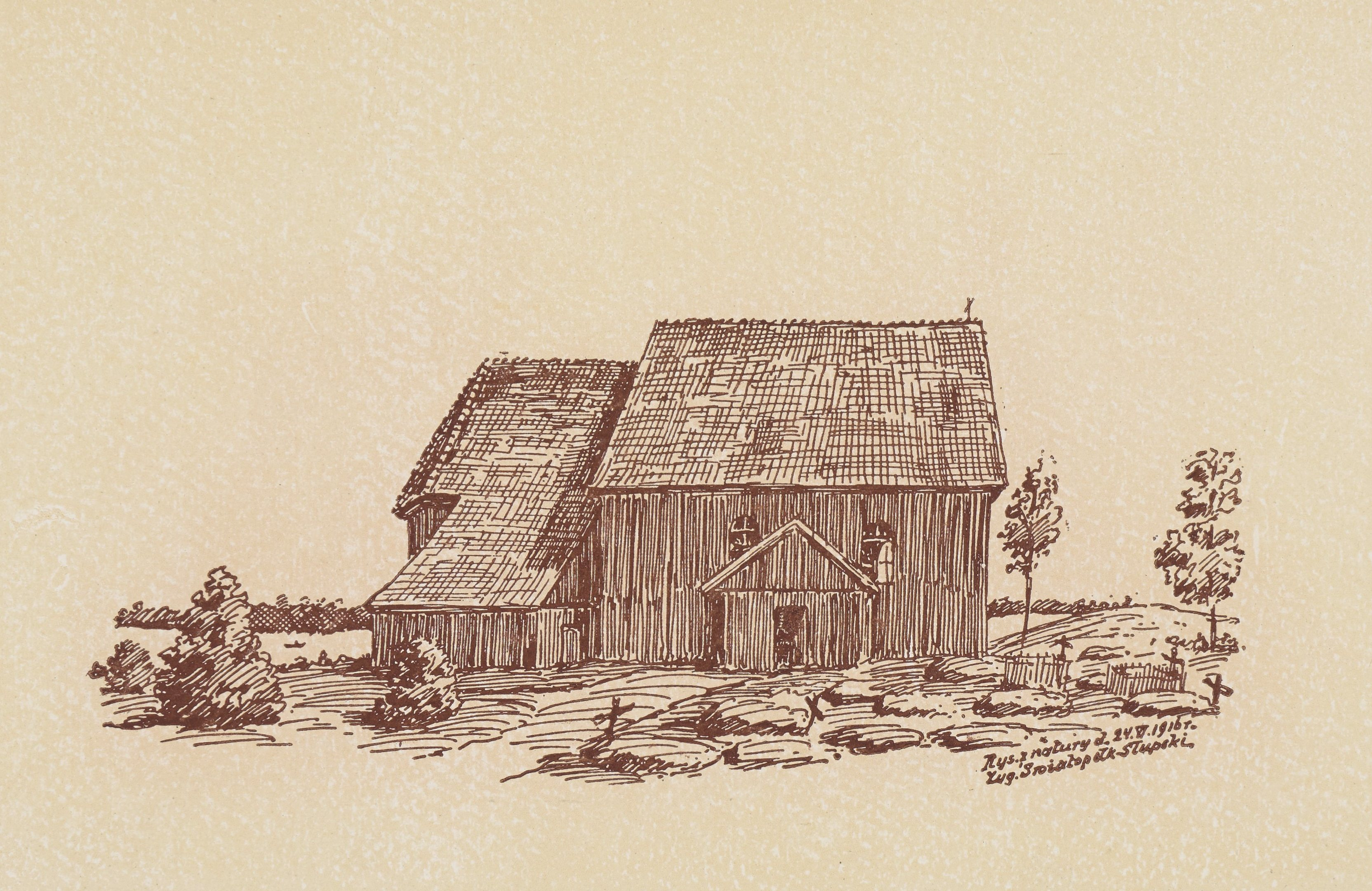
Kościół – 1917 rok

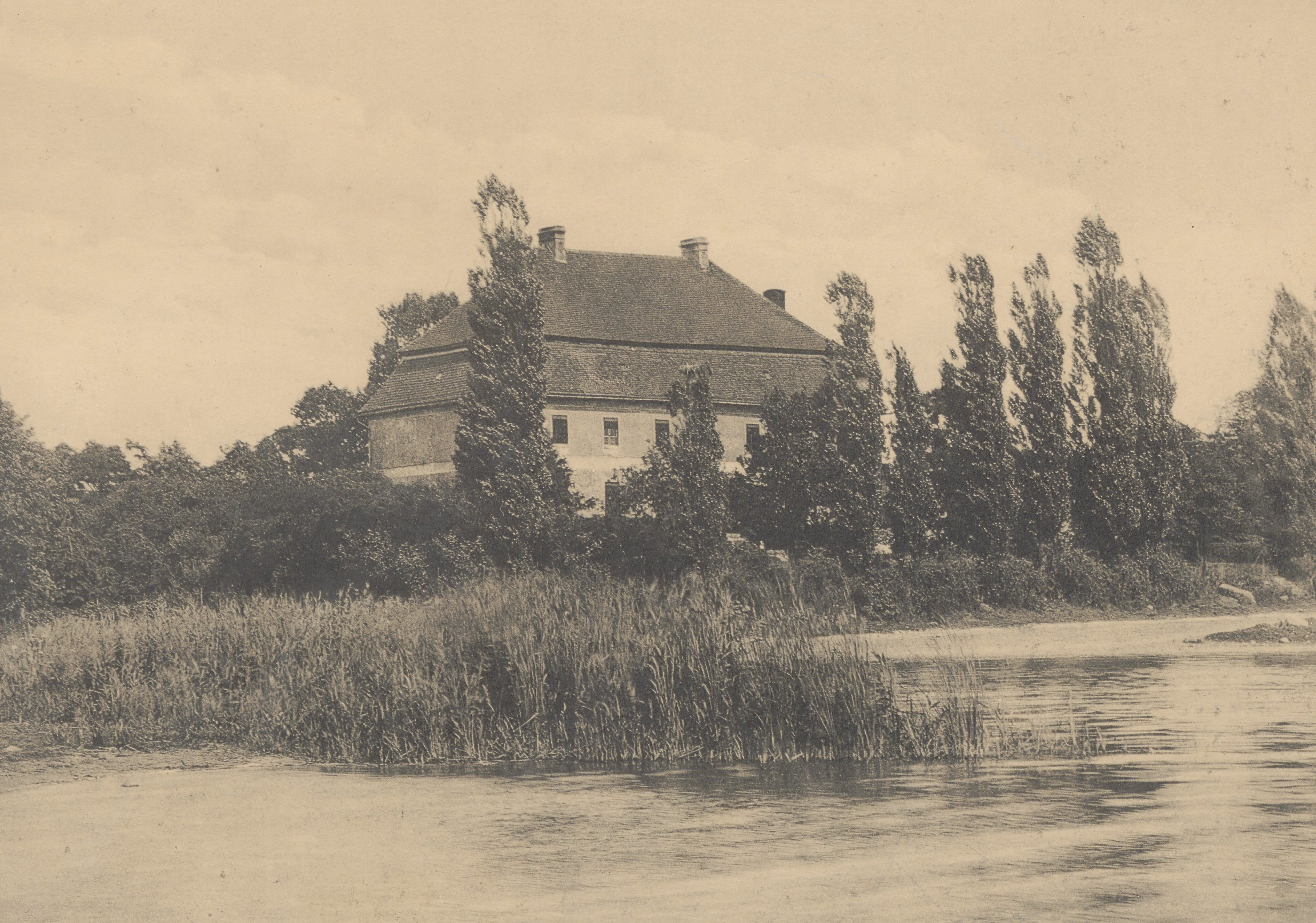
Widok dworu przed 1912

W zachodniej części wsi, nad jeziorem, wznosi się zbudowany w latach 1955-1957 bezstylowy, murowany kościół parafialny pod wezwaniem Wszystkich Świętych. Wzniesiono go na miejscu drewnianej świątyni z XVIII wieku, spalonej w 1955 roku. Parafia była zapewne erygowana w XIV wieku przez Sulimów. W roku 1419 wzmiankowany był wikary. Ponownie kościół uposażył Bogusław z Budzisławia w roku 1439.
Wewnątrz dzisiejszego kościoła znajduje się m.in. krucyfiks, a na zewnątrz na ścianie wschodniej epitafium Mateusza Lipieńskiego zmarłego w 1583 roku, konsyliarza – aptekarza dóbr Kruchowo. Kościół kruchowski szczególnymi względami darzył opat Aleksander Mieliński, fundując dla niego w 1573 roku "pacyfikał kunsztownej roboty" i obdarowując relikwią palca św. Wojciecha. W kościele znajdowała się także kwatera ołtarzowa z postacią św. Heleny.
We wschodniej części wsi, przy krańcu jeziora, na skraju zdewastowanego parku stoi okazały renesansowo-barokowy dwór, zwany potocznie pałacem. Była to siedziba miejscowych dziedziców, legitymujących się XVI-wieczną historią. Jego powstanie wiąże się z nazwiskiem Mielińskich, bowiem Aleksander Mieliński herbu Czele, dworzanin Zygmunta Augusta, dyplomata, sekretarz królewski, opat trzemeszeński, mianowany w 1557 roku przez Stefana Batorego na nowo utworzone biskupstwo wendeńskie w Inflantach "ojczyźnie kamienicę na kształt zameczku w 1582 roku zmurował". Dwór położony na wzgórzu – sztucznie usypanej platformie ziemnej – od wschodu otaczały mokradła, a od północy głęboka fosa. Grubość murów dochodzi do 150-160 cm.
Budynek lustracji opisano jako nadniszczony głównie w zachodniej części, ze szczytem i dwiema basztami. Około roku 1766 przebudowany został przez Józefa Rosena, który dobudował drugą kondygnację. Wzniesiono go prawdopodobnie jako gotycko-renesansowy, później przebudowany w formach barokowych. W 1921 roku dodano od frontu kolumnowy portyk, a na elewacji tylnej jest arkadowy podcień z balkonem. Przed 1939 rokiem otaczały go drzewa, krzewy, donice z kwiatami, arkadowy podjazd zdobiły pnącza. W parku ukryty był betonowy kort tenisowy, a nad jeziorem przystań wodna z łodziami i kajakami.
Za pałacem na dworskim podwórzu do dziś stoi spichrz z XVIII/XIX wieku.

## Ochrona przyrody w Kruchowie

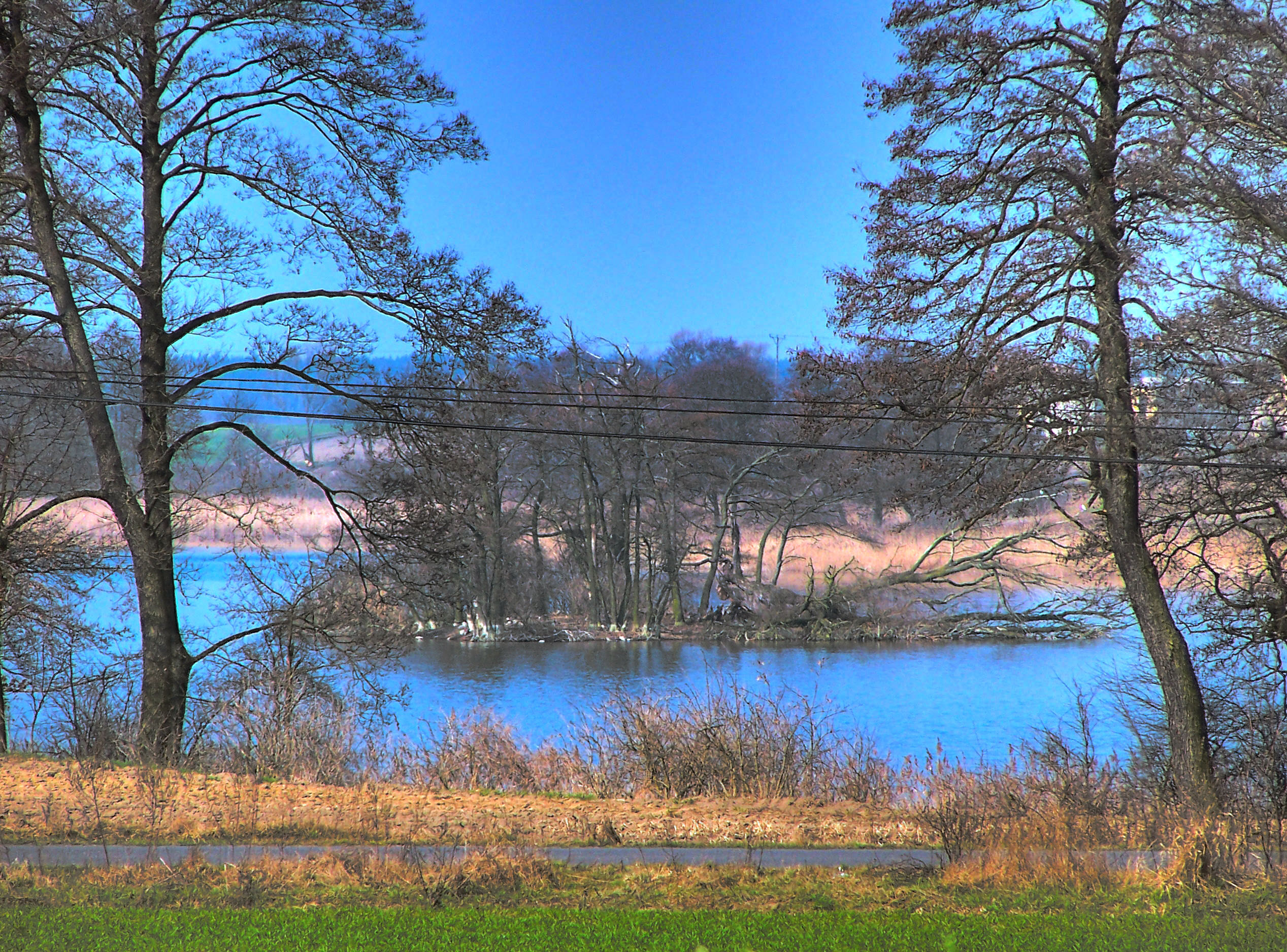
Wyspa na Jeziorze Kruchowskim

W parku, w centrum wsi znajduje się kilka pomników przyrody (dęby oznaczone tabliczkami).
Podjęto próby niewielkiej rewitalizacji parku pałacowego, którego stan był silnie zaniedbany. Obecnie Park Pałacowy jest piękny, w Parku organizowane są różne imprezy wiejskie (Dożynki)

## Parafia pw. Wszystkich Świętych
Początki parafii w Kruchowie sięgają XIII-XIV w., kiedy to z inicjatywy rodu Sulimów wybudowano i uposażono kościół. Około 1520 r. proboszczem był Maciej z Kłecka. W 1727 r. została wzniesiona przez Adama Rosena nowa drewniana świątynia, która z powodu szczupłego uposażenia została przyłączona do parafii w Dusznie. Drewniany kościół spłonął 28 lutego 1955. Obecny murowany budynek kościoła pochodzi z 1957 r. W 1978 r. został konsekrowany przez bp. Jana Michalskiego.
Proboszczowie po 1945 r.: ks. Jan Kordek, 1947-1953; ks. Władysław Zientarski, 1953-1957; ks. Walenty Łukaszewicz, 1957-1958; ks. Mieczysław Powalisz, 1958-1989; ks. Albin Treider, 1989-2001; ks. Ryszard Skrzypczak, od roku 2001